# Улица Загеру
Улица За́геру (латыш. Zāģeru iela) — улица в Северном районе города Риги, в историческом районе Саркандаугава. Ведёт в восточном направлении от улицы Твайка до улицы Слиежу у железнодорожной линии, отделяя территорию пивоваренной компании «Aldaris» от жилых кварталов.

## История
На планах города улица Загеру показана уже в 1876 году под своим нынешним названием (нем. Sägerstrasse, рус. Пильная улица), которое никогда не изменялось.

## Транспорт
На всём протяжении улица Загеру имеет асфальтовое покрытие, разрешено двустороннее движение. Общая длина улицы составляет 388 метров.
Общественный транспорт по улице Загеру не курсирует, но в сквере при пересечении с улицей Саркандаугавас находится разворотное кольцо трамвая, использовавшееся маршрутом № 9 (в настоящее время отменён). У этого же сквера на железнодорожной линии Земитаны — Скулте планируется сооружение нового остановочного пункта для пригородных поездов (предложены названия «Dauderi», «Aldaris» или «Aldara parks»).

## Застройка
- Бо́льшую часть нечётной стороны улицы Загеру занимает территория завода «Aldaris» (вход от ул. Твайка).
- Дом № 6 и соседний угловой дом по ул. Саркандаугавас, 33 — бывшие доходные дома начала 1910-х годов.
- Дом № 7 — бывший особняк владельца пивоваренного завода А. Бингнера (1897—1898, архитектор Фридрих Зейберлих), в 1930-е годы резиденция президента Улманиса, в советское время детский сад, ныне музей «Даудери».
- Дом № 9/11 — бывший корпус для охраны и обслуживающего персонала резиденции президента Улманиса (1935—1936, архитектор П. Мартинсон). В настоящее время в здании размещается поликлиника VCA[6].

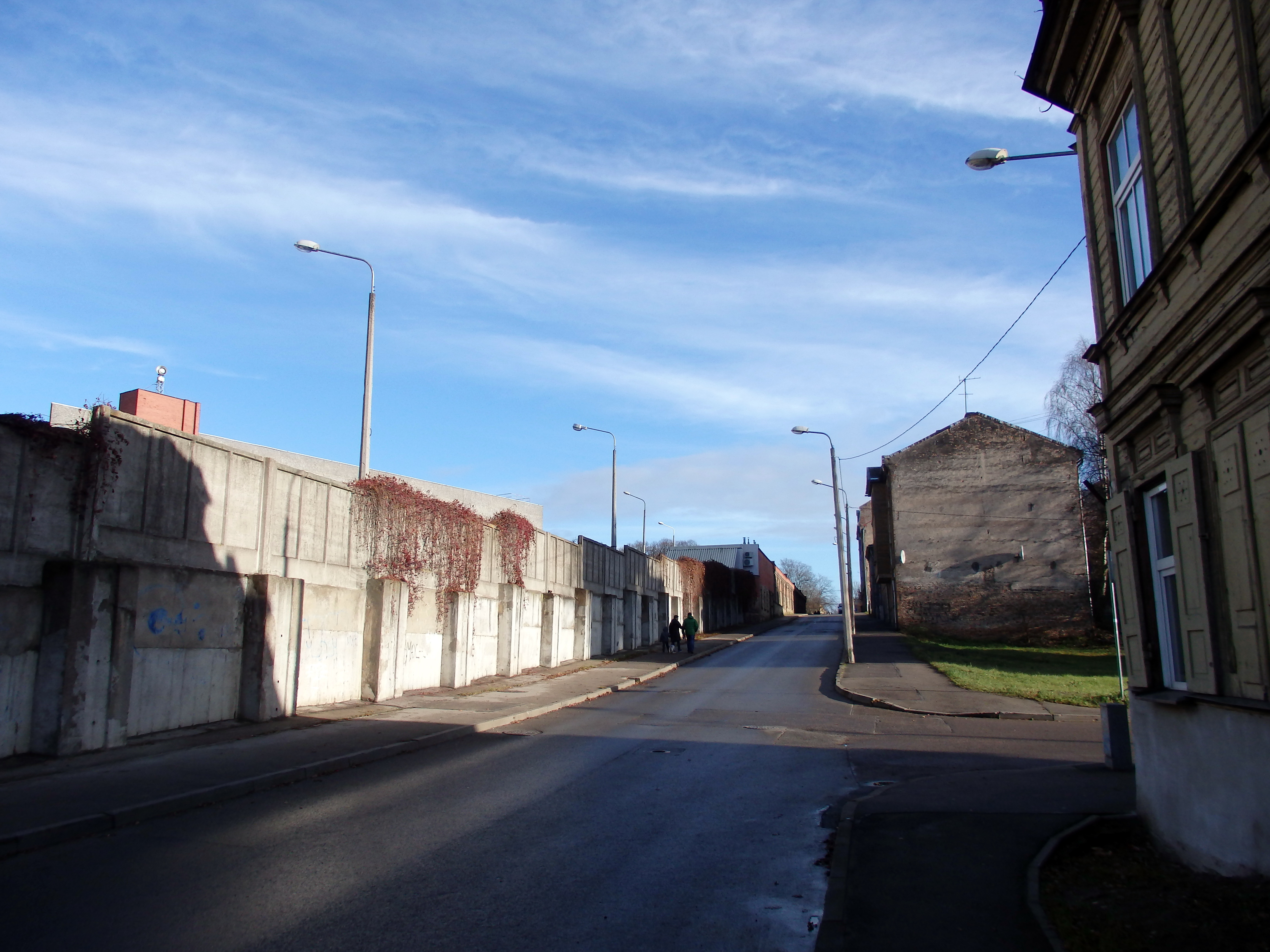
Начало улицы
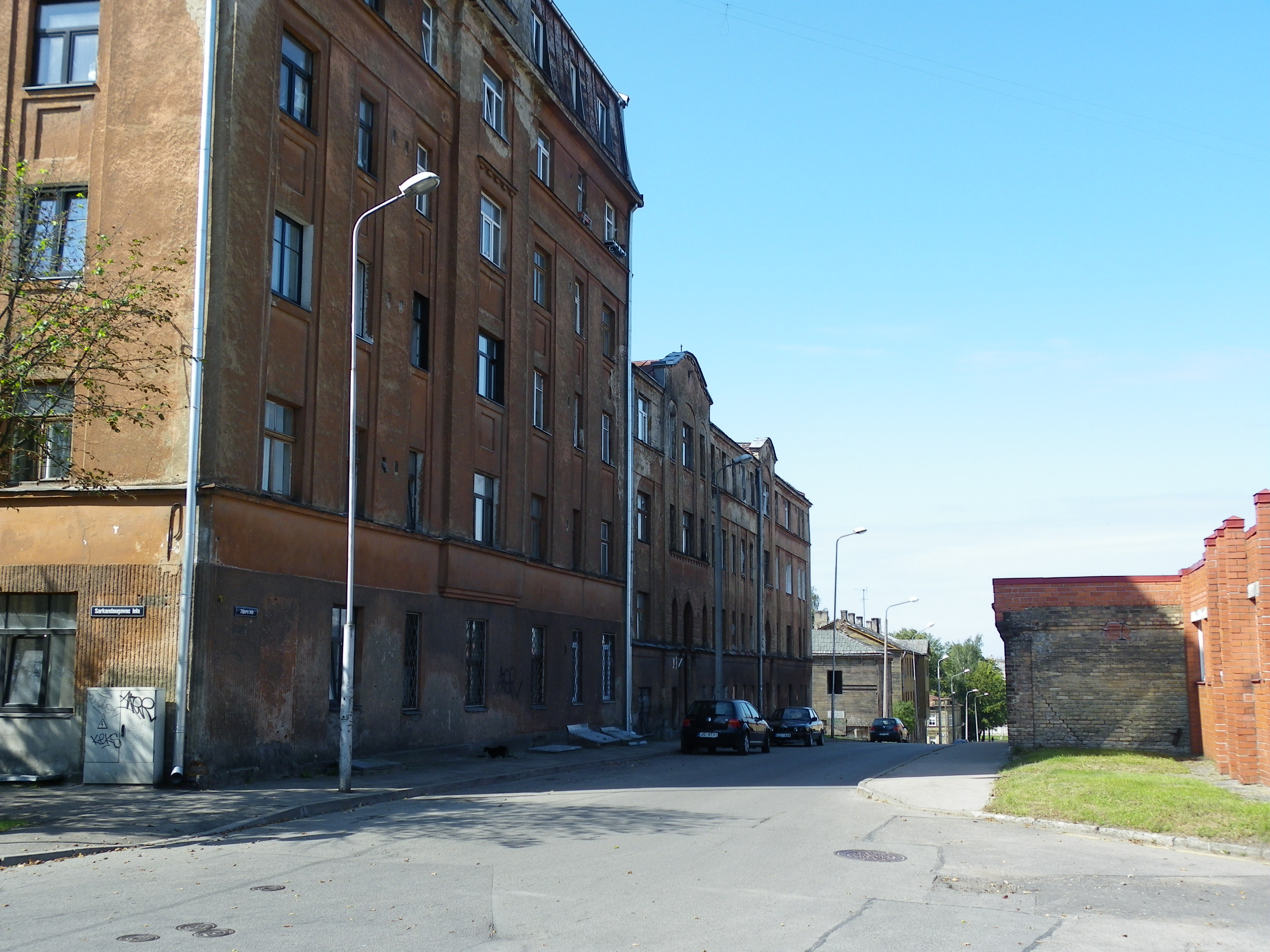
Вид от перекрёстка с ул. Саркандаугавас
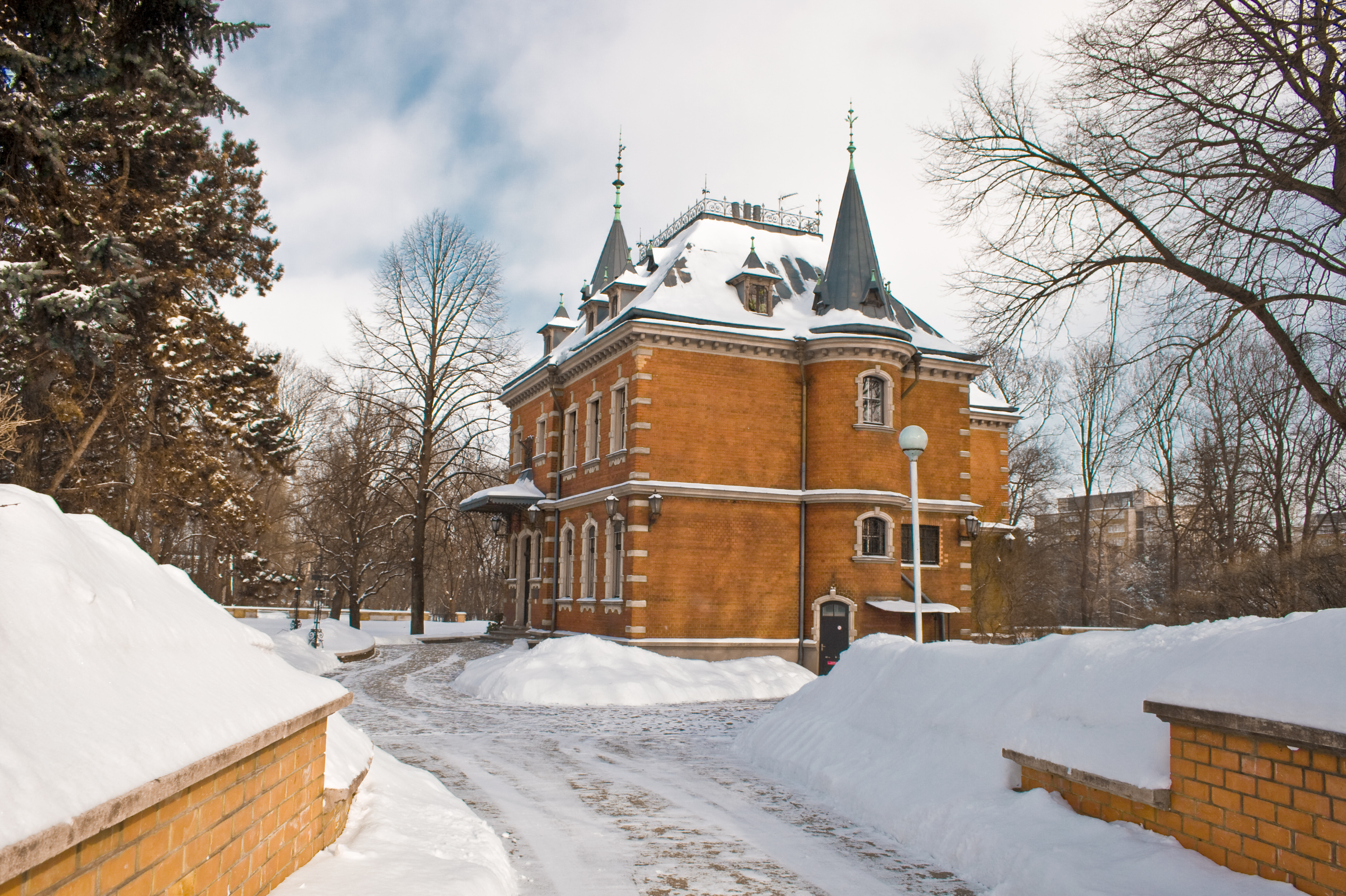
Музей «Даудери»
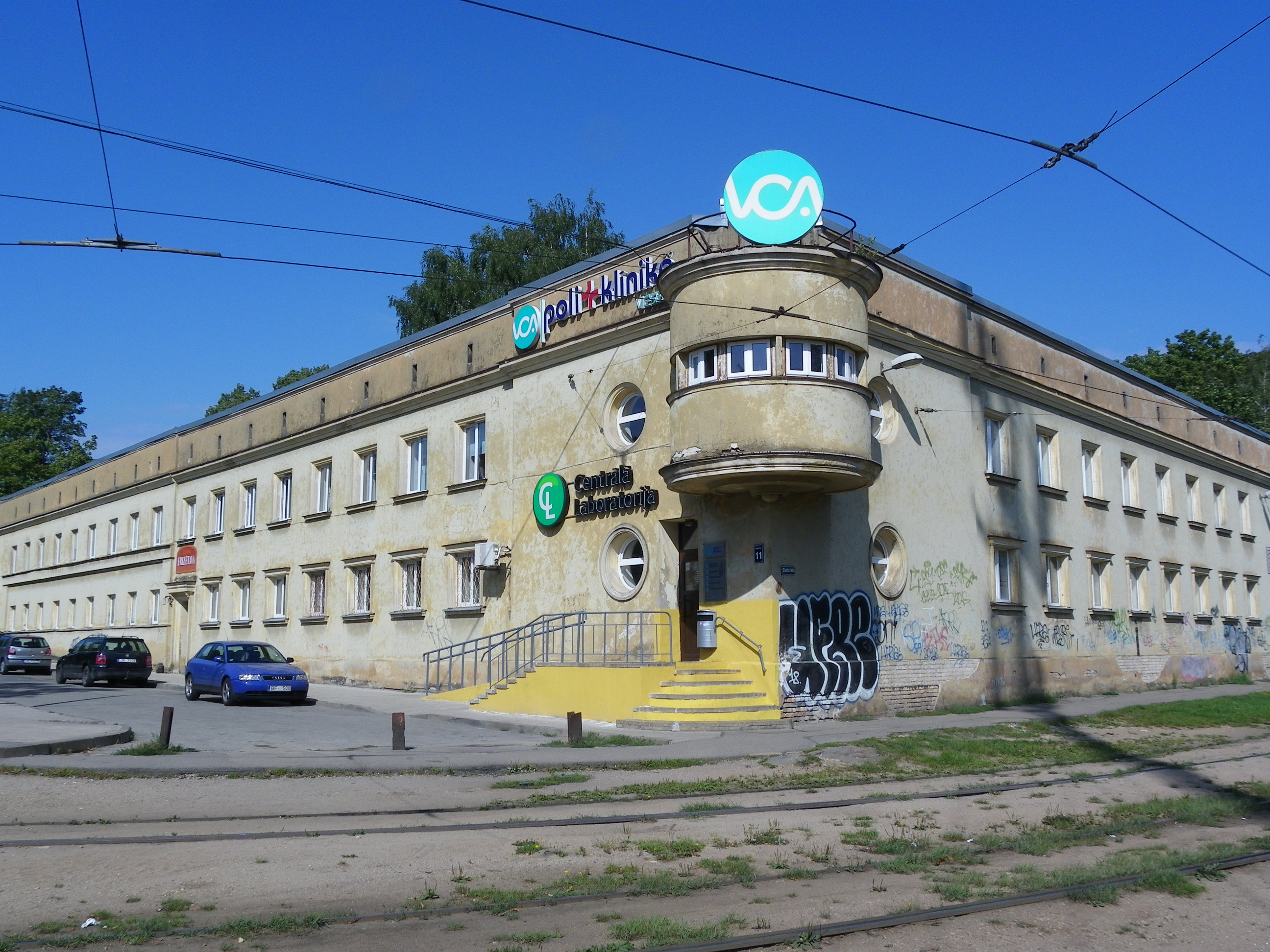
Дом № 11

## Прилегающие улицы
Улица Загеру пересекается со следующими улицами:
- улица Твайка
- улица Зиемелю
- улица Хапсалас
- улица Саркандаугавас
- улица Слиежу